# Valkyrie II
Le yacht Valkyrie II était, lors de la coupe de l'America 1893, le challenger britannique du Royal Yacht Squadron de Cowes opposé au defender américain Vigilant.

## Construction

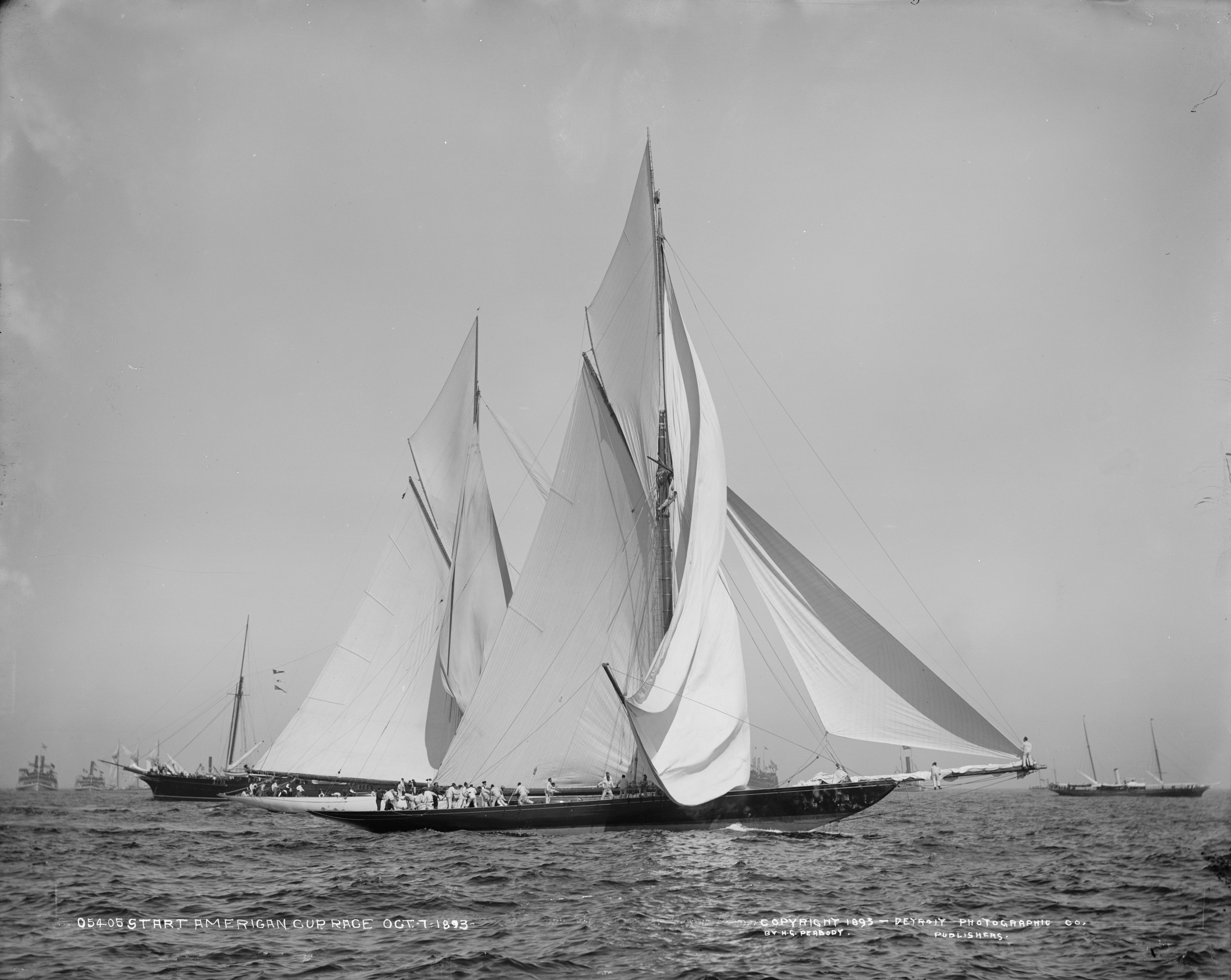
Valkyrie II et Vigilant

Les plans du cotre aurique Valkyrie II (Commandité par Lord Dunraven) ont été dessinés par l’architecte naval George Lennox Watson en 1893. La construction a été réalisée par les chantiers D. and W. Henderson and Company à Partick près de Glasgow.
Valkyrie avait une coque en bois montée sur une structure en acier. Le pont était en teck.

## Carrière

Guidon du RYS

Valkyrie II a été lancé le 29 avril 1893, une semaine après Britannia, et a navigué jusqu'aux États-Unis pour participer à la 8e America's Cup. Skippé par William Cranfield, représentant le Royal Yacht Squadron de Cowes sur l'Île de Wight, il est battu par le Vigilant 3 manches à 0.
Le 5 juillet 1894, heurté par le yacht américain  Satanita lors de la Mud Hook Regatta sur la Firth of Clyde, il coula dans le quart d'heure qui suivit cette collision. Un des marins du Valkyrie II, devait décéder des blessures subies lors de l'accident.
L'éperonnage du Valkyrie II par le Satanita , lors d'une phase tactique "chaude", les quelques minutes cruciales qui précèdent le coup de canon de départ d'une régate, qui défraya la chronique à l'époque, fut porté devant les tribunaux et, après une série d'appels, le propriétaire de Satanita fut condamné à verser une compensation ce qui établit une jurisprudence sur la notion de contrat , même implicite (les règles de course prévoyaient que les dégâts causés par une non observation des règles de régate aboutiraient au paiement d'une compensation).
Le procès Dunraven Versus Clarke (connu en anglais comme The Satanita Case) est toujours étudié dans les cursus de droit anglosaxon.
Au plan de l'architecture navale cet accident est tout aussi célèbre: Satanita était connu pour être un yacht élégant et rapide, mais caractériel, qui pouvait "passer sur sa barre" et échapper au contrôle de son timonier.
Cet incident détermina une série de recherches tentant de déterminer quels étaient les facteurs de maniabilité sous voile et à la gîte dans le dessin d'une carène et conduisit le contre-amiral Turner (passionné de régates de voiliers modèle réduit, un sport très populaire en Angleterre) à formuler une théorie (controversée, mais qui conduisit au dessin de voiliers à la fois stables sur leur route et manoeuvrants, par l'architecte naval Harrison Butler) sur les facteurs de stabilité de route des voiliers.